# Duma Ndlovu
Duma Ndlovu (né le 12 octobre 1954) est un écrivain, poète, cinéaste, producteur, journaliste et dramaturge sud-africain.

## Biographie
Duma Ndlovu est d’ascendance zouloue, et il est né à Soweto, dans le Gauteng. Sa maison familiale, cependant, est à Bergville, dans le KwaZulu-Natal. Il est allé à l’école secondaire Sekano Ntoane à ,,.
Après avoir terminé ses études secondaires, il a commencé à écrire pour le journal The World. Il fonde ensuite la Medupe Writers Association, un groupe qui encourage les jeunes Noirs à s’intéresser à l’écriture. Il fut président de cette organisation jusqu’en 1977, lorsque le gouvernement de l’apartheid interdit le groupe en raison de sa participation à la conscience noire et aux mouvements anti-apartheid,.
Après que Ndlovu et de nombreux membres de la Medupe Writers Association ont été interdits par le gouvernement de l’apartheid, il quitta l’Afrique du Sud pour les États-Unis. Aux États-Unis, il put étudier et terminer sa maîtrise au Hunter College de New York.
En 1985, Ndlovu fonda la Fondation Woza Afrika afin de donner aux jeunes acteurs et actrices noirs la possibilité de poursuivre leurs rêves, et de recueillir des fonds pour soutenir l’ensemble des arts en Afrique du Sud. Il enseigna aussi la littérature et les musiques afro-américaines à l’Université d’État de New York à Stony Brook.
Il est connu dans l’industrie de la télévision sud-africaine pour avoir créé des émissions primées comme Muvhango, Imbewu : The Seed et Uzalo. Entre 1996 et 2004, il a été président des South African Music Awards,,,.

## Hommages
- Doctorat honorifique de l’Université du Venda.
- Duma Ndlovu et Mbongeni Ngema ont été honorés par le député américain Charles Rangel pour leur contribution aux arts. Charles Rangel a déclaré le 9 mai "Duma Ndlovu et Mbongeni Ngema Day" à Harlem, New York.